# Novi fosili
Novi fosili egy horvát együttes, mely Zágrábban alakult, 1969-ben.

## Története
Első sikereiket az 1970-es évek végén érték el, mikoris Rajko Dujmić csatlakozott a zenekarhoz. Első nagy slágerük volt a Diridonda, melyet a Da te ne volim, Plava Košulja, Za dobra stara vremena és még sok másik követett. 1983-ban a zenekar hölgy tagja lecserélődött: Đurđica Barlović helyére az akkor 21 éves Sanja Doležal került. A főbb énekesek Rajko Dujmić és Vladimir Kočiš-Zec voltak.
Részt vettek az 1987-es Eurovíziós Dalfesztiválonn a Ja sam za ples című számukkal, mellyel negyedik helyezést értek el. Jugoszlávia feloszlása után az együttes is szétvált, aztán egy-két év múlva újra összeálltak, majd 2001-ben végleg feloszlottak.
Sanja Doležal jelenleg a horvát RTL-en műsorvezető.

## Tagok
- Vladimir Kočiš
- Slobodan Momčilović (1985-ig)
- Marinko Colnago
- Rajko Dujmić
- Đurđica Miličević (asszonynevén Đurđica Barlović, 1983-ban kilépett az együttesből)
- Sanja Doležal (1983-tól lett az együttes énekesnője)

## Albumaik
- Novi fosili (1974)
- Da te ne volim (1978)
- Nedovršene priče (1980)
- Budi uvijek blizu (1981)
- Hitovi sa singl ploča (válogatás, 1981)
- Za djecu i odrasle (1982)
- Poslije svega (1983)
- Volim te od 9 do 2 i drugi veliki hitovi (válogatás, 1983)
- Tvoje i moje godine (1985)
- Za dobra stara vremena (1986)
- Dijete sreće (1987)
- Poziv na ples (válogatás, 1987)
- Nebeske kočije (1988)
- Obriši suze, generacijo (1989)
- Djeca ljubavi (1990)
- Bijele suze padaju na grad (1997)
- Ljubav koja nema kraj (1998)

## Külső hivatkozások
- Az együttes hivatalos weboldala